# Rechtsenglisch
Rechtsenglisch oder Juristenenglisch (legal English) ist die juristische Fachsprache des Englischen, welche von Juristen benutzt wird. Insbesondere wird es in juristischen Schriften verwendet (so z. B. in einem Vertrag, juristischer Korrespondenz oder einem Schiedsverfahren). Das heutige Juristenenglisch hat seine Basis im alltäglichen Englisch (Standardenglisch), beinhaltet aber diverse im normalen Sprachgebrauch unübliche juristische Begriffe.

## Rechtsspezifik
Das Rechtsenglisch variiert, je nachdem welches Recht der juristischen Schrift zugrunde gelegt wird. So sind die Begriffe z. B. für Verträge, welche der amerikanischen Rechtsordnung unterstellt wurden, von denjenigen von Verträgen, welche der Schweizer Rechtsordnung unterstellt wurden, zum Teil verschieden. Amerikanisches Juristenenglisch unterscheidet sich von anderem Juristenenglisch in weiteren Merkmalen, z. B. 
- lien bedeutet allgemein ‚Zurückbehaltungsrecht‘, aber nur in der amerikanischen Rechtssprache bedeutet es ‚besitzloses Pfandrecht‘;
- deed of trust bedeutet ‚Trusterrichtungsurkunde‘, aber in den Vereinigten Staaten bezieht es sich auf eine Art des Hypothekenbriefs; und
- public notary bedeutet allgemein ‚Anwaltsnotar‘, aber im US-Rechtsenglischen bezeichnet notary public nur einen Beglaubigungsbeamter.

So hat das amerikanische Juristenenglisch eine sich vom normalen Englisch unterscheidende Interpunktion.

## Schlüsselmerkmale
Die wichtigsten Unterschiede sind:
- Fachbegriffe, deren Bedeutung dem Laien gemeinhin nicht bekannt ist (z. B. apostille, endorse ‚indossieren‘, conditional intent),
- eine unübliche Interpunktion (nur im amerikanischen Rechtsenglisch),
- ein häufiger Gebrauch von Begriffen, welche sich aus dem Französischen und Lateinischen herleiten,
  - Französisch, z. B. agent de son tort ‚Scheinvertreter‘, cestui que trust ‚aus dem Trust Begünstigte‘, en ventre sa mere ‚in der Gebärmutter‘, lien ‚Zurückbehaltungsrecht‘, terre-tenant ‚Rentenschuldner‘ usw.
  - Latein, z. B. locus standi ‚Klage-, Prozessführungsbefugnis‘, prima facie ‚(Beweis) des ersten Anscheins‘, res judicata ‚Rechts-, Bestandskraft‘, solatium ‚Schmerzensgeld, Genugtuung‘ usw.
- Verwendung der veralteten Pronominaladverbien (z. B. hereby ‚hiermit, -durch‘, thereof ‚davon‘, wherefrom ‚wovon, waraus‘ usw.),
- bisweilen ein seltsam anmutender Satzbau sowie
- Paarformeln: Im Juristenenglischen gibt es eine historisch bedingte Tendenz, zwei oder drei feststehende Begriffe zu einem Ausdruck zu verbinden, z. B. null and void für ‚nichtig‘, will and testament für ‚Testament‘ oder assign, cede and set over für ‚(ich) zediere, trete ab‘. Solche Zwillings- und Drillingsformeln müssen mit Vorsicht behandelt werden, zumal gewisse feste Verbindungen genau das Gleiche (z. B. null and void) und wiederum andere Ähnliches, aber nicht Identisches meinen (z. B. dispute, controversy or claim).